# USS Stewart (DD-224)
Pour les autres navires du même nom, voir USS Stewart.
L'USS Stewart (DD-224) est un destroyer de classe Clemson mis en service dans l'United States Navy dans les années 1920.
Baptisé en l'honneur de Charles Stewart, il est mis sur cale le 9 septembre 1919 au chantier naval William Cramp and Sons de Philadelphie; parrainé par Mrs Margaretta Stewart Stevens; lancé le 4 mars 1920 et mis en service le 15 septembre 1920, sous le commandement du lieutenant S. G. Lamb.
Sabordé dans le port de Surabaya en mars 1942, le destroyer est renfloué par les Japonais puis remis en service en tant que patrouilleur no 102, avant de repasser sous contrôle américain en 1945 après l'occupation du Japon.

## Historique

### United States Navy

#### Entre-deux-guerres
Après une année d'opérations côtières avec une division de réserve, le Stewart rejoint l'escadre de destroyers de l'Atlantic Fleet le 12 octobre 1921. Il participe à des exercices de la flotte dans les Caraïbes du 12 janvier au 22 avril 1922; et, après des réparations, appareille de Newport le 20 juin, se rendant aux Philippines pour rejoindre l'Asiatic Fleet, en passant par la mer Méditerranée et l'océan Indien,.

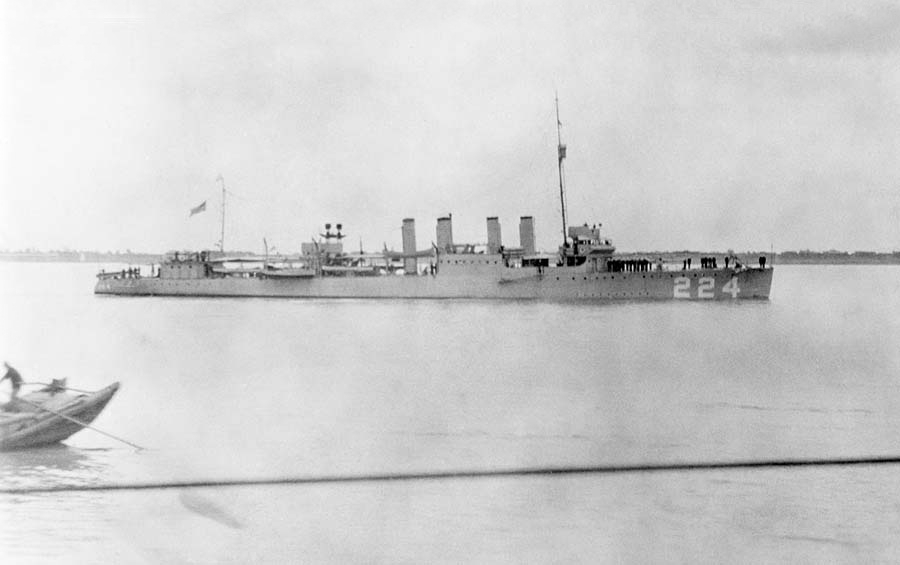
Le Stewart à Hangzhou vers 1922.

Arrivant à Chefoo (Chine) le 26 août, le Stewart effectue des exercices d'entraînement depuis les bases à Chefoo et Tsingtao en été et depuis Manille en hiver, tout en effectuant des escales dans divers ports chinois pendant ses transits. Entre les 6 et le 21 septembre 1923, le destroyer rejoint Yokosuka, au Japon, pour assister les victimes du séisme de Kantō ayant détruit Yokosuka et Tokyo les 30 et 31 août,.
Du 25 mai au 16 juin, le Stewart assiste les vols de quatre avions de l'United States Army à travers le monde, opérant d'abord au Japon puis à Shanghai.

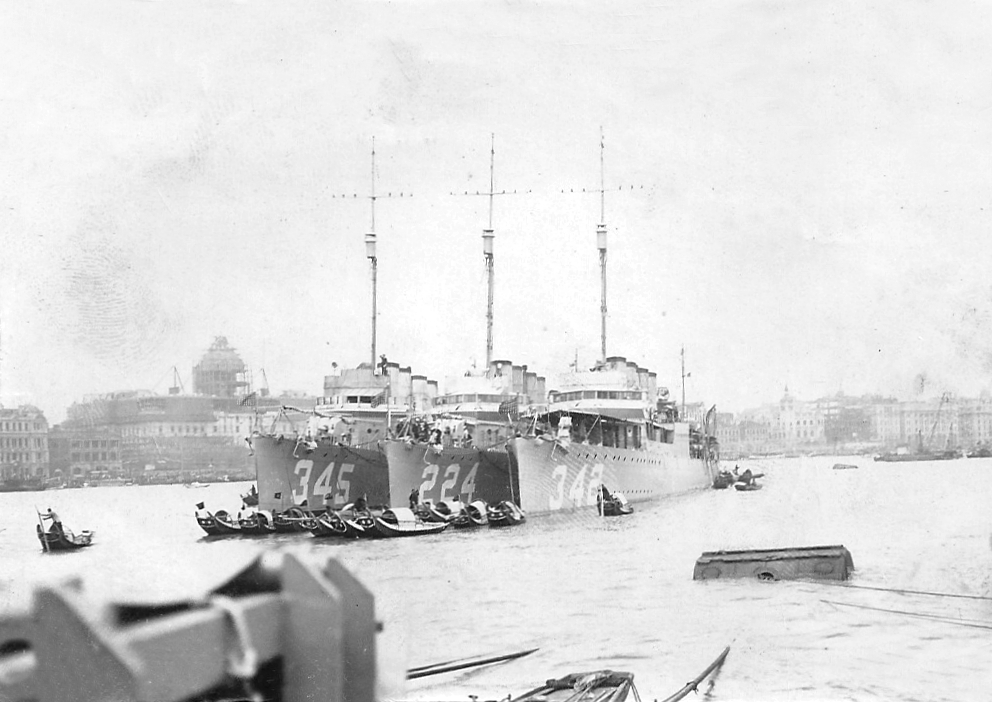
L', l'USS Stewart et l' à Shanghai en 1927.

Entre 1924 et 1928, des incidents de plus en plus graves éclatent en Chine, notamment lorsque des étrangers sont attaqués à Shanghai et à Canton,. Le Stewart transporte des Marines à Shanghai en janvier 1925; et, pendant les années suivantes, effectue des patrouilles prolongées notamment sur le fleuve Yangtze et sur la côte près de Canton. Il se trouvait sur la côte chinoise lorsque les Japonais lancèrent une attaque aérienne et maritime sur Shanghai à la fin de janvier 1932. Le Stewart protégea les Américains à Swatow et Amoy du 1er au 3 et du 9 au 24 février, ainsi qu'à Shanghai du 26 février au 23 mai. Lorsque la seconde guerre sino-japonaise éclate en 1937, le Stewart stationne à Tsingtao et à Shanghai jusqu'au 4 septembre 1939. Après le déclenchement de la guerre en Europe, il navigue vers le sud pour patrouiller aux Philippines jusqu'au 5 avril 1940, date à laquelle débute sa révision à la base navale de Cavite, aux Philippines. Achevée le 1er juin, le Stewart sert en tant que navire de garde d'avion pour les hydravions opérant entre Guam et les Philippines, avant d'effectuer une dernière tournée des ports chinois de la mer Jaune du 7 juillet au 23 septembre 1940. Il reste basé aux Philippines pendant la majeure partie de 1941, mais face à la détérioration des relations internationales, le destroyer rejoint les Indes néerlandaises le 27 novembre en compagnie des principaux navires de surface de la flotte asiatique.

#### Seconde Guerre mondiale
Le Stewart était basé à Tarakan Roads (Bornéo) avec d'autres navires américains et hollandais, lorsque les hostilités avec le Japon débutent après l'attaque de Pearl Harbor le 7 décembre. Pendant les dernières semaines de 1941, il escorte des navires auxiliaires des Philippines à Darwin, en Australie. En janvier 1942, en compagnie des croiseurs Boise et Marblehead et des destroyers Bulmer, Pope, Parrott, et Barker, le Stewart escorte des convois dans les Indes néerlandaises malgré l'approche des forces d'invasion japonaises.
Le 30 janvier, le Stewart rejoint le croiseur Marblehead, appareillant de Bunda Roads le 4 février afin d'intercepter les forces japonaises à l'entrée sud du détroit de Makassar. Au cours de la bataille, le Marblehead est gravement endommagé par des attaques aériennes pendant la journée; le Stewart l'escorta jusqu'à la base de Tjilatjap, à Java.
Le Stewart rejoint la force ABDACOM de l'amiral Doorman en mer le 14 février en vue d'une attaque contre les forces japonaises avançant le long de la côte nord de Sumatra. Pendant l'approche, le Stewart dû manœuvrer afin d'éviter une collision avec un destroyer hollandais s'étant échoué sur un récif dans le détroit de Stolze. Le lendemain, il n'est pas endommagé malgré de nombreuses attaques aériennes dans le détroit de Bangka. Bien qu'aucun navire allié ne fut endommagé, les attaques aériennes convainquirent l'amiral Doorman qu'une avancée supplémentaire sans couverture aérienne serait imprudente; la force alliée décida de se replier. Le Stewart fut détaché le 16 février pour alimenter les forces de la baie de Ratai, à Sumatra.
Dans la nuit du 19 au 20 février, pendant la bataille du détroit de Badung, le Stewart est le navire de tête du second groupe, composé du croiseur Tromp et des destroyers John D. Edwards, Parrott et Pillsbury. À 1 h 36, le groupe lance une nouvelle attaque sans succès. Le croiseur léger est sévèrement endommagé par 11 obus de 120 mm de l'Asashio et est forcé de se retirer en Australie pour des réparations tandis que le Stewart, également endommagé, parvient à rejoindre Surabaya le matin suivant malgré la salle des machines de la direction partiellement inondé.

#### Sabordage
Étant le navire le plus gravement endommagé, le Stewart est le premier navire à entrer en cale sèche à Surabaya le 22 février. Cependant, une attache insuffisante provoqua sa chute des blocs de quille dans 12 pieds d'eau, pliant ses arbres d'hélice et causant d'autres dommages à sa coque. En raison de nombreuses attaques aériennes ennemies, le navire n'a pas pu être réparé. La responsabilité de la destruction du navire fut donnée aux autorités navales à terre, et les derniers membres de l'équipage du Stewart quittèrent le port assiégé dans l'après-midi du 22 février.
Par la suite, des charges furent déclenchées à l'intérieur du navire et il fut touché par une bombe japonaise, aggravant ses dommages. Peu avant l'évacuation du port le 2 mars, la cale sèche fut sabordée et son nom fut rayé de la liste de la marine le 25 mars 1942. Son nom fut donné à un nouveau destroyer d'escorte, l'USS Stewart (DE-238).

### Marine impériale japonaise
Plus tard pendant la guerre, des pilotes américains ont commencé à signaler un navire de guerre américain opérant loin dans les eaux ennemies. Le navire avait une cheminée japonaise mais les lignes reconnaissables de sa coque étaient indubitables. Après avoir été sous l'eau pendant près d'un an, le Stewart avait été renfloué par les Japonais en février 1943 et remis en service le 20 septembre 1943 sous le nom de patrouilleur no 102. Il était armé de deux canons de 3 calibres et opérait avec la flotte de la zone sud-ouest de la Marine impériale japonaise. Il se dirigea ensuite vers le Pacifique sud-ouest, mais la reconquête américaine des Philippines lui bloqua la route. Toujours sous le contrôle de la flotte de la zone sud-ouest, il fut bombardé et endommagé par un avion de l'armée américaine à Mokpo (Corée) le 28 avril 1945, avant d'être transféré le 30 avril au contrôle du district de Kure. En août 1945, il fut capturé par les forces d'occupation américaines dans la baie de Hiro, près de Kure.

### Retour dans l'US Navy et fin de carrière

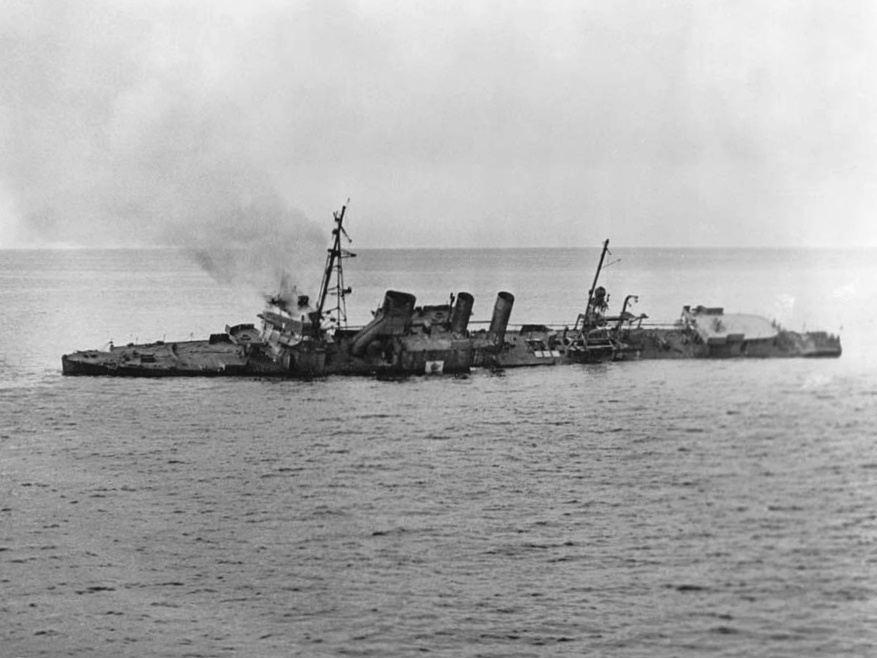
Naufrage du DD-224 après son utilisation en tant que navire cible.

Lors d'une cérémonie le 29 octobre 1945, le vieux navire fut remis en service dans l'US Navy à Kure. Bien qu'officiellement appelé simplement DD-224, le destroyer fut surnommé par son équipage « RAMP-224 ». Lors de son voyage du retour, ses moteurs ont lâché au large de Guam, arrivant remorqué à San Francisco en 1946, revoyant les États-Unis pour la première fois après 23 ans de service en Asie.
Le DD-224 est rayé de la liste de la marine le 17 avril 1946, désarmé le 23 mai 1946 et coulé le lendemain au large de San Francisco en tant que cible par cinq F6F Hellcat et par l'USS PC-799,.
Son épave, qui git à 1 066 mètres de profondeur, est retrouvée le 1er août 2024 au cours d’une opération menée par une flotte de véhicules autonomes Hugin Endurance — drone sous-marin de 8 tonnes, long de 12 mètres, d'une autonomie de 15 jours et pouvant plonger à 6 000 m de profondeur — de Ocean Infinity en coopération avec l'Agence américaine d'observation océanique et atmosphérique (NOAA).

## Décorations
- China Service Medal
- American Defense Service Medal avec agrafe « FLEET »
- Asiatic-Pacific Campaign Medal avec deux Service star
- World War II Victory Medal
- Navy Occupation Service Medal avec agrafe « ASIA »